# 東北西濃運輸
東北西濃運輸株式会社（とうほくせいのううんゆ）は、岩手県奥州市に本社を置くセイノーホールディングス傘下の運送会社。2014年4月1日に岩手西濃運輸を存続会社として、宮城西濃運輸と岩手西濃運輸が合併・統合して誕生した。100%セイノーホールディングス出資の事業子会社である。

## 歴史
- 2014年4月1日 - 西濃グループ再編により、岩手西濃運輸を存続会社として宮城西濃運輸と合併・統合のうえ、社名を東北西濃運輸に改称[2]。

本社を盛岡市から奥州市の水沢支店付近へ移転。本社統合移転に伴い岩手西濃本社営業所を盛岡営業所に、宮城西濃本社営業所を石巻営業所に改称。
- 2020年9月1日 - 気仙沼営業所廃止、配達業務を石巻営業所へ移管。集荷業務廃止。

福島営業所を西濃運輸福島支店内に移転。

## 業務内容・担当エリア
- 秋田・岩手・福島（旧岩手）、宮城・山形（旧宮城）の一部地域における西濃貨物の企業宛配達（個人宛はヤマト運輸、日本郵便へ委託）、集荷業務を担当。
- 西濃運輸からの路線便受託
- チャーター便
- 近物レックスや三八五流通と同居する営業所においては、同居会社の配達なども行っている。
- 営業所から遠い地域や１個口の小荷物などを地域の小規模運送業者へ配達委託しているところがある。

### 支店・営業所
- 本店・盛岡営業所 - 岩手県盛岡市流通センター北1-22　八幡平市、滝沢市、二戸市、岩手郡、花巻市（東和町を除く）
- 本社・水沢支店● - 岩手県奥州市水沢卸町2-14　奥州市、北上市、一関市、陸前高田市、大船渡市、遠野市、花巻市東和町、胆沢郡、西磐井郡、気仙郡
- 宮古営業所 - 岩手県宮古市津軽石第10地割字向川原35-37　　宮古市、釜石市、上閉伊郡、下閉伊郡(岩泉町以外)（※三八五流通宮古支店内）　※また、名鉄運輸から配達業務受託。
- 大館営業所● - 秋田県大館市釈迦内字桜下15　大館市、鹿角市、鹿角郡(※三八五流通大館支店内)

- 石巻営業所（旧宮城西濃本社） - 宮城県石巻市鹿又字学校前51-1　石巻市、東松島市、気仙沼市、本吉郡、牡鹿郡
- 仙台営業所 - 宮城県仙台市宮城野区中野字沼向107-4(※西濃運輸仙台支店内)　富谷市、黒川郡、伊具郡、角田市
- 古川営業所● - 宮城県大崎市三本木坂本字青山8(※三興運輸本社営業所内)　大崎市、栗原市、登米市、遠田郡、加美郡
- 新庄営業所 - 山形県新庄市鳥越1488-41(※三八五流通新庄駐在所内)　新庄市、最上郡、尾花沢市
- 米沢営業所 - 山形県米沢市中田町字前川原6-1404-13(※三八五流通米沢営業所内)　米沢市、東置賜郡
- 福島営業所 - 西濃運輸福島支店内　二本松市、伊達郡

※●印は路線発着店。
※登記上の本店は盛岡市であるが、事実上の本社機能は水沢支店内にある。

### かつて存在した支店・営業所
- 気仙沼営業所 - 宮城県気仙沼市松崎馬場13-1(※近物レックス気仙沼営業所内)　気仙沼市(2020年8月末廃止→石巻営業所へ統合)
- 佐沼営業所 - 宮城県登米市佐沼 登米市、栗原市(2009年頃廃止→古川営業所へ統合)

## 関連会社
西濃運輸グループ持株会社
- セイノーホールディングス株式会社

セイノーホールディングスの子会社
- 西濃運輸株式会社
- 宮城西濃運輸株式会社
- 岩手西濃運輸株式会社